# Huvudförmodan inom Iwasawateori
Inom matematiken är huvudförmodan inom Iwasawateori en djup relation mellan p-adiska L-funktionen och idealklassgruppen av cyclomatiska kroppar, bevisad av Iwasawa (1969) för primtal som satisfierar Kummer–Vandivers förmodan och för alla primtal av Mazur och Wiles (1984). Herbrand–Ribets sats och Gras förmodan är båda enkla konsekvenser av huvudförmodan. Det finns flera generaliseringar av huvudförmodan, exempelvis till totalt reella kroppar, CM-kroppar och elliptiska kurvor.

## Förmodan
- p är ett primtal.
- Fn är kroppen Q(ζ) där ζ är en enhetsrot av ordning pn+1.
- Γ är delgruppen av den absoluta Galoisgruppen av F∞ isomorfisk till de p-adiska heltalen.
- γ är en topologisk generator av Γ
- Ln är p-Hilbert-klasskroppen av Fn.
- Hn är Galoisgruppen Gal(Ln/Fn), isomorfisk till delgruppen av element av idealklassgruppen av Fn vars ordning är en potens av p.
- H∞ är inversa gränsvärdet av Galoisgrupperna Hn.
- V är vektorrummet H∞⊗ZpQp.
- ω är Teichmüllerkaraktären.
- Vi är ωi-egenrummet av V.
- h(ωi,T) är karakteristiska polynomet av γ med verkan på vektorrummet Vi
- Lp är p-adiska L-funktionen med Lp(ωi,1–k) = –Bk(ωi–k)/k, där B är ett generaliserat Bernoullital.
- Gp är potensserien med Gp(ωi,us–1) = Lp(ωi,s)

Huvudförmodan inom Iwasawateori säger att om i är ett udda heltal inte kongruent till 1 mod p–1 är idealerna av Zp[[T]] generade av hp(ωi,T) och Gp(ω1–i,T) identiska.